# Wojciech Gonet
Wojciech Mariusz Gonet (ur. 27 marca 1972) – polski prawnik i ekonomista, notariusz, doktor habilitowany nauk prawnych, profesor nadzwyczajny Politechniki Warszawskiej, profesor uczelni na Uniwersytecie Przyrodniczo-Humanistycznym w Siedlcach, specjalista w zakresie prawa finansowego.

## Życiorys
W 1996 został absolwentem technologii chemicznej na Politechnice Rzeszowskiej, a w 2000 ukończył studia prawnicze w rzeszowskiej filii Wydziału Prawa i Administracji Uniwersytetu Marii Curie-Skłodowskiej. Na podstawie napisanej pod kierunkiem Marty Sadowy rozprawy pt. Środki zwrotne w gospodarce finansowej jednostek samorządu terytorialnego otrzymał w 2005 w Kolegium Zarządzania i Finansów Szkoły Głównej Handlowej w Warszawie stopień naukowy doktora nauk ekonomicznych w dyscyplinie ekonomia. W latach 2010–2012 odbył aplikację notarialną, w 2013 był asesorem notarialnym, w 2014 został notariuszem. Na podstawie dorobku naukowego oraz rozprawy pt. Naprawa finansów jednostki samorządu terytorialnego uzyskał w 2014 na Wydziale Prawa i Administracji Uniwersytetu Szczecińskiego stopień doktora habilitowanego nauk prawnych w zakresie prawa, specjalność: prawo finansowe. W 2015 został nauczycielem akademickim na Wydziale Administracji i Nauk Społecznych Politechniki Warszawskiej. Objął stanowisko profesora nadzwyczajnego na tej uczelni, został następnie profesorem uczelni na Wydziale Nauk Społecznych Uniwersytetu Przyrodniczo-Humanistycznego w Siedlcach. Był adiunktem Szkoły Głównej Handlowej w Warszawie.
Pracował m.in. w Banku w Warszawie, został prezesem Fundacji Prowadzenia Badań Naukowych. W 2018 w trakcie kryzysu wokół Sądu Najwyższego w Polsce zgłosił swoją kandydaturę na sędziego Sądu Najwyższego.

## Życie prywatne
W 2005 deklarował się jako wegetarianin.